# Стенунгсунд
Стенунгсунд (швед. Stenungsund) — містечко (tätort, міське поселення) у західній Швеції в лені Вестра-Йоталанд. Адміністративний центр комуни Стенунгсунд.

## Географія
Містечко знаходиться у північно-західній частині лена Вестра-Йоталанд за 515 км на південний захід від Стокгольма.

## Історія
Давніше поселення було лише курортним місцем для купання і відпочинку на західному узбережжі Швеції. Тепер тут діє низка промислових підприємств.

## Населення
Населення становить 13 725 мешканців (2018).

## Економіка
Сьогодні Стенунгсунд є одним з найважливіших місць Швеції у виробництві поліетилену, який використовується у продукуванні пластмасових виробів. Основою індустріалізації була ідеальна природна гавань, придатна для заходу для танкерів.
Природна гавань була також причиною для вибору місця розташування електростанції, яка надала місту характерний силует з чотирма гігантськими трубами.

## Спорт
У поселенні базується футбольний клуб Стенунгсундс ІФ, флорбольний Стенунгсундс ІБК та інші спортивні організації.

## Галерея

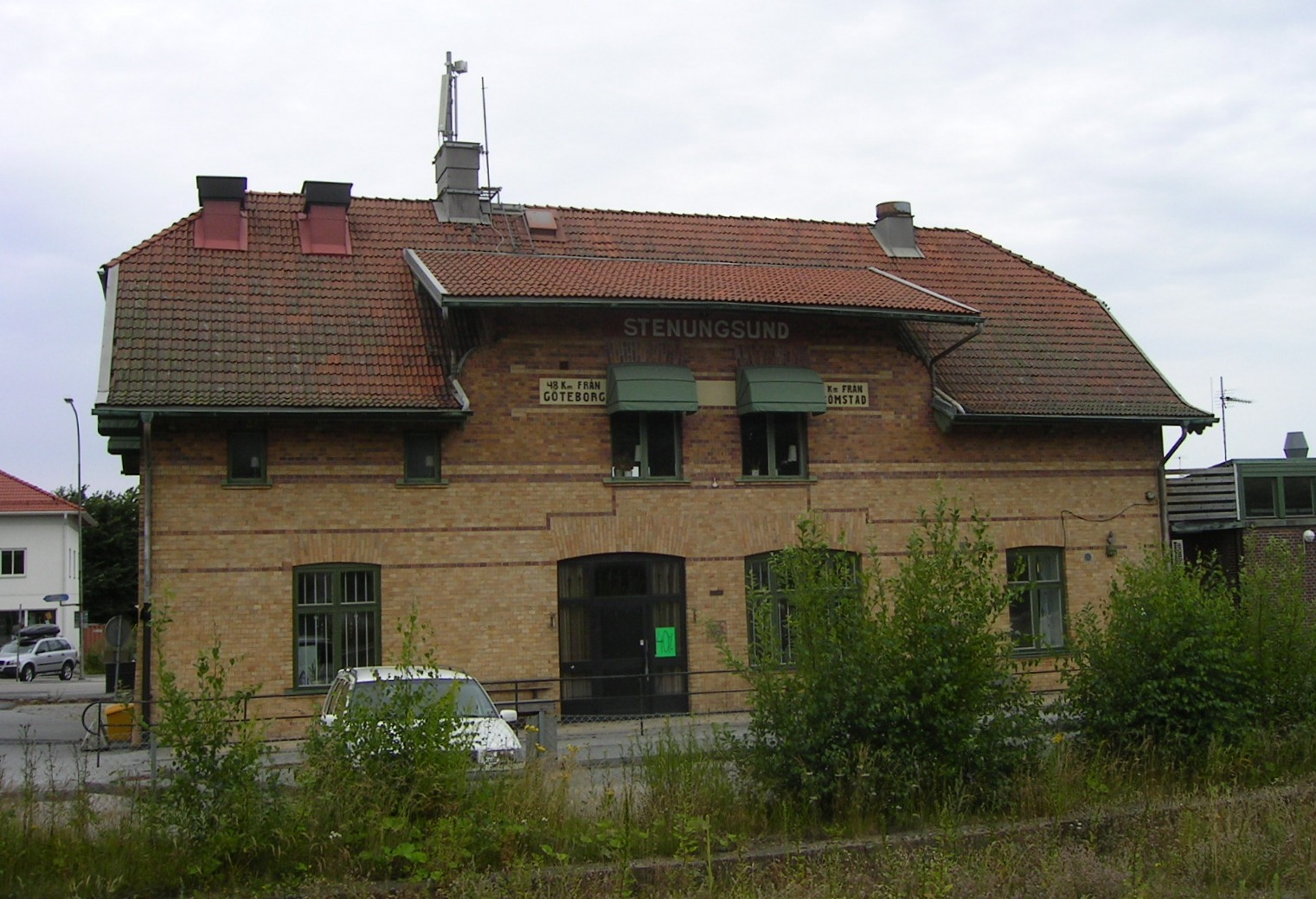
Залізнична станція
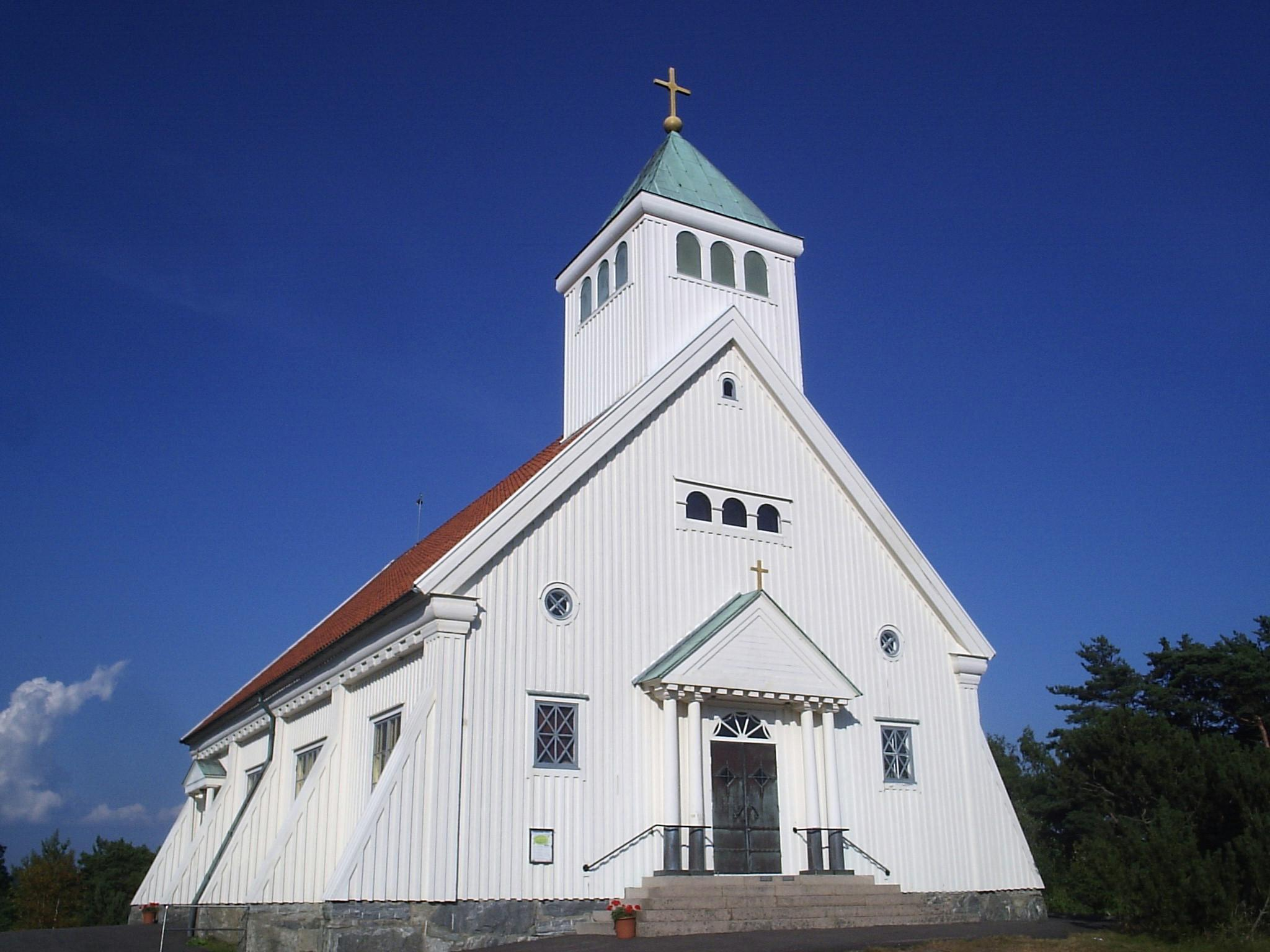
Церква
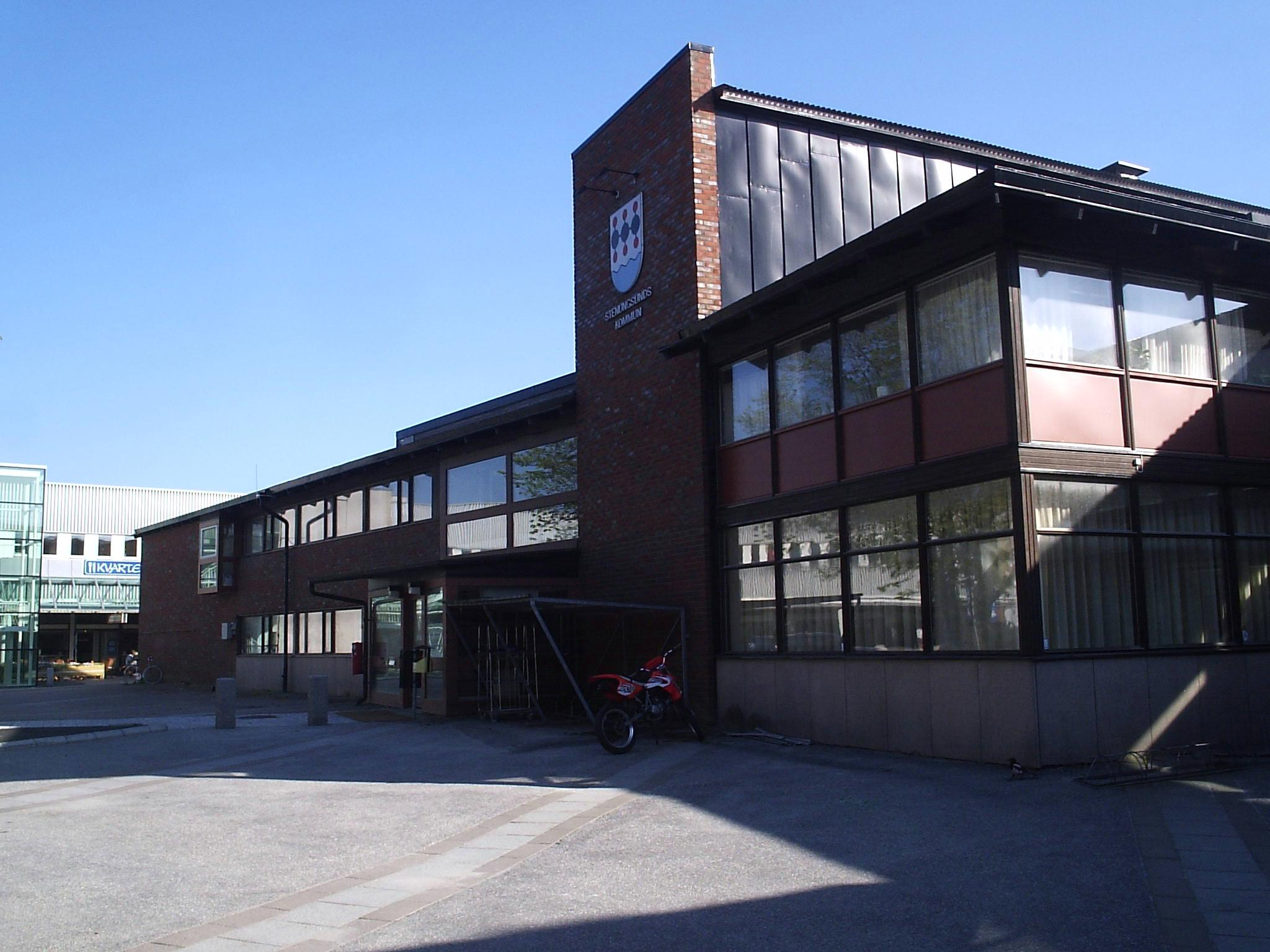
Управа комуни
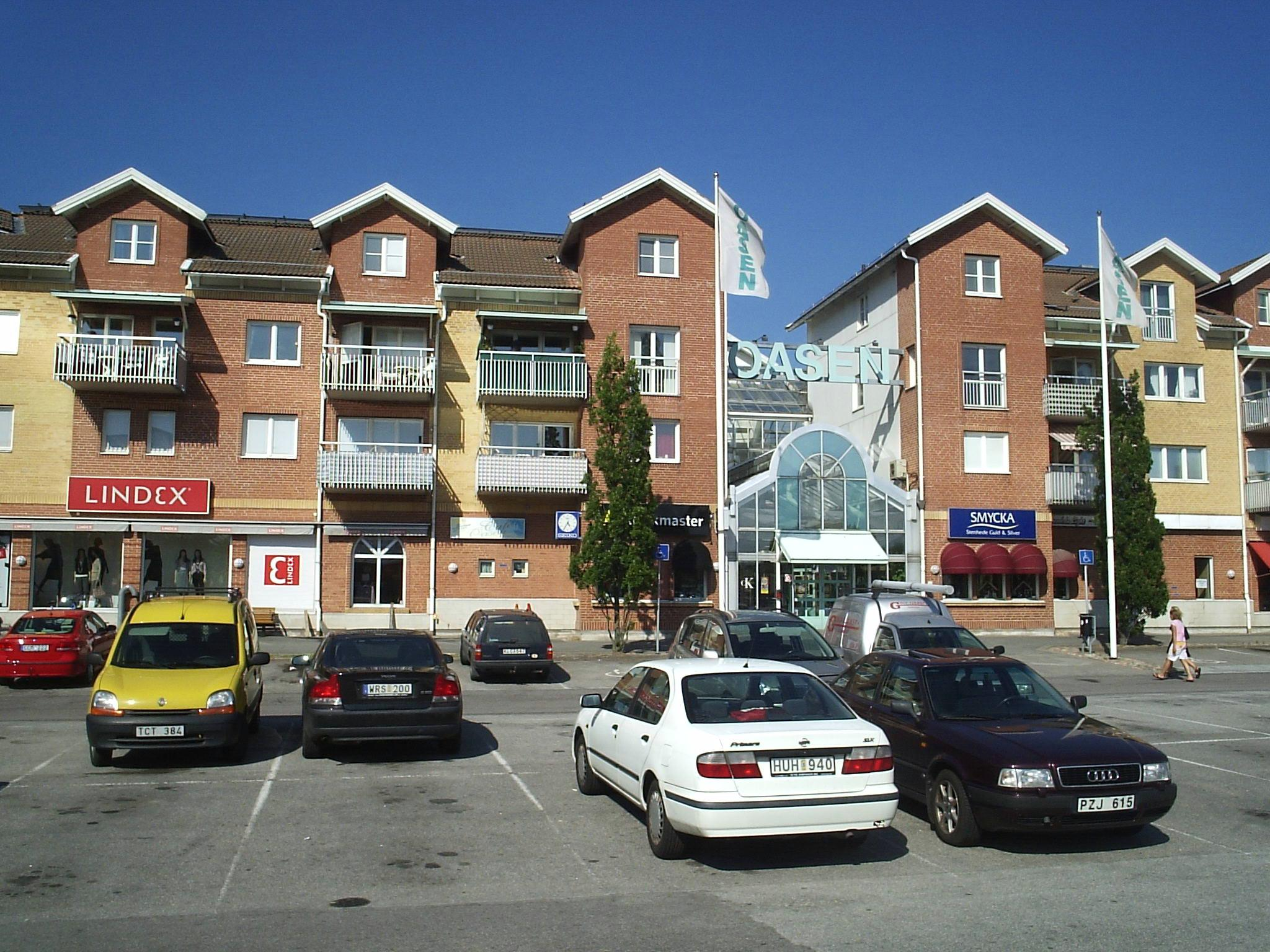
У центрі міста

## Покликання
- Сайт комуни Стенунгсунд [Архівовано 29 березня 2022 у Wayback Machine.]